# Trận Alegría de Pío
Trận Alegría de Pío là trận đánh ở Cuba diễn ra giữa Phong trào 26 tháng 7 và Quân đội Quốc gia Cuba. Đây là trận đánh đầu tiên giữa quân nổi dậy Cuba và quân đội Cuba trong Cách mạng Cuba sau khi 82 thành viên của phong trào, dưới sự lãnh đạo của Fidel Castro, cùng nhau leo lên tàu Granma đổ bộ bờ biển phía nam Cuba ba ngày trước đó. Sau trận đánh, quân nổi dậy bị tổn thất nghiêm trọng, chịu thương vong nặng nề, và phải mất nhiều tháng để họ có thể phục hồi hoàn toàn sau thất bại.

## Diễn biến
Tàu Granma đã tiếp cận Playa las Coloradas vào sáng sớm ngày 2 tháng 12 năm 1956. Khi cố gắng phát hiện ra ngọn hải đăng Cabo Cruz, viên hoa tiêu bị rơi xuống biển rồi được cứu lên liền. Khi màn đêm buông xuống nhanh chóng, Fidel ra lệnh cho con tàu cập bến tại điểm đất liền gần nhất. Tuy nhiên, họ đã đâm sầm vào một bãi cát, cách điểm hẹn dự định một dặm, trong một đầm lầy ngập mặn. Đoàn tiếp đón đã rời khỏi ngọn hải đăng vào đêm hôm trước sau khi chờ đợi trong hai ngày. Buổi sáng vừa lên, họ bèn rời khỏi thuyền và buộc phải bỏ lại phần lớn thức ăn, đạn dược và thuốc men, cập bến vào bờ vào giữa buổi sáng. Trong quá trình đổ bộ, họ bị đội bảo vệ bờ biển Cuba phát hiện, rồi ngay sau đó tin tức về cuộc đổ bộ đã được chuyển đến quân đội chính phủ Cuba.
Sau khi chia thành hai nhóm lúc vừa đặt chân lên đất liền, quân nổi dậy buộc phải dần dần từ bỏ nhiều trang bị hơn khi họ đi qua bụi rậm. Trong thời gian này, Batista đã dự đoán đúng rằng cuộc đổ bộ sẽ diễn ra và quân đội của ông đã sẵn sàng đối mặt. Do đó, nhóm đổ bộ liền bị những chiếc máy bay quấy rối bằng cách bắn rải rác vào rừng rậm, thế nhưng họ không thể xác định chính xác vị trí của mình. Sau hai ngày vào ngày 4 tháng 12, các nhóm riêng biệt đã tìm thấy nhau và đi bộ sâu hơn vào đất liền theo hướng Sierra Maestra với sự giúp đỡ của một hướng dẫn viên vốn là nông dân địa phương.
Vào khoảng nửa đêm ngày 5 tháng 12, đoàn quân nổi dậy bèn dừng lại nghỉ qua đêm tại một cánh đồng mía trên một đồn điền mà sau này họ phát hiện ra là của ông trùm mía Julio Lobo, ăn mía từ cánh đồng để bù lại cơn đói do thiếu lương thực, để lộ sự hiện diện của họ trước quân địch. Quân nổi dậy, mệt mỏi vì say sóng trên chuyến đi quá đông của tàu Granma và bị phồng rộp ở chân do hành quân, đã quyết định nghỉ qua đêm trong một khu rừng bên cạnh. Khi quân nổi dậy nghỉ ngơi, người dẫn đường của họ đã bỏ rơi họ, chạy đi báo cho những người lính gần đó biết về sự hiện diện và vị trí của quân nổi dậy. Đến thời điểm này, quân nổi dậy đã bỏ lại gần như toàn bộ vật tư y tế, khẩu phần ăn, vũ khí và đạn dược, khiến họ cực kỳ dễ bị quân địch tấn công. Quân nổi dậy cũng không bố trí lính gác đúng cách xung quanh doanh trại tạm thời của họ khi họ đang nghỉ ngơi, càng làm tăng thêm tình trạng dễ bị tấn công. Vào buổi sáng, một chiếc máy bay Piper đã do thám vị trí của quân nổi dậy dù họ chẳng mấy để ý đến. Vào lúc 4 giờ chiều, họ bị quân đội Cuba phục kích, sau đó hỗn loạn xảy ra với quân nổi dậy.
Sau phát súng đầu tiên, phần lớn quân nổi dậy đã bỏ chạy về hướng cánh đồng mía vì hầu hết tiếng súng đều phát ra từ khu rừng nơi họ ngủ. Dù vậy, cánh đồng mía không có nhiều chỗ ẩn nấp, khiến thương vong tăng nhanh. Fidel cố gắng tổ chức lại đội quân của mình, thế nhưng trong tình trạng hỗn loạn, sự gắn kết và trật tự toàn quân bị hủy hoại hoàn toàn, và ông chỉ có thể tổ chức 8 người lính dưới quyền theo mình rút lui. Trong lúc đó, một nhóm nhỏ hơn đang chiến đấu trong rừng, bao gồm Che Guevara, Camilo Cienfuegos, Juan Almeida và Ramiro Valdes, cùng những người khác, lại có kết quả tốt hơn một chút. Tuy nhiên, nhiều người, bao gồm cả Guevara, đã bị thương nặng, và họ cũng bị phân tán thành nhiều nhóm khác nhau.

## Hậu quả
Sau trận đánh này, nhiều tay súng quân nổi dậy khi lâm trận đã chia thành các nhóm từ 3 đến 4 người, biến cuộc rút lui thành cuộc tháo chạy của họ. Nhiều nhóm trong số này đã bị quân chính phủ bắt giữ làm tù binh và hành quyết vào những ngày sau đó. Ngoài ra, cả giới truyền thông Cuba và quốc tế lan truyền thông tin cho rằng toàn bộ quân nổi dậy đã bị tiêu diệt, bản thân Fidel Castro cũng thiệt mạng trong trận đánh này. Người ta vẫn đang tranh cãi về số lượng quân nổi dậy sống sót sau cuộc tấn công, một số ước tính chỉ có 12 người sống sót, dù vậy hầu hết các nguồn tin đều chỉ ra rằng có khoảng 20-22 người sống sót. Tuy vậy, trong tháng tiếp theo, quân du kích đã di chuyển xa hơn về phía đông và tiến hành các cuộc đột kích như ở La Plata và Arroyo del Infierno, giúp họ thu thập quân trang và lấy lại tinh thần đã mất.